# Мельница Сан-Суси (фильм)

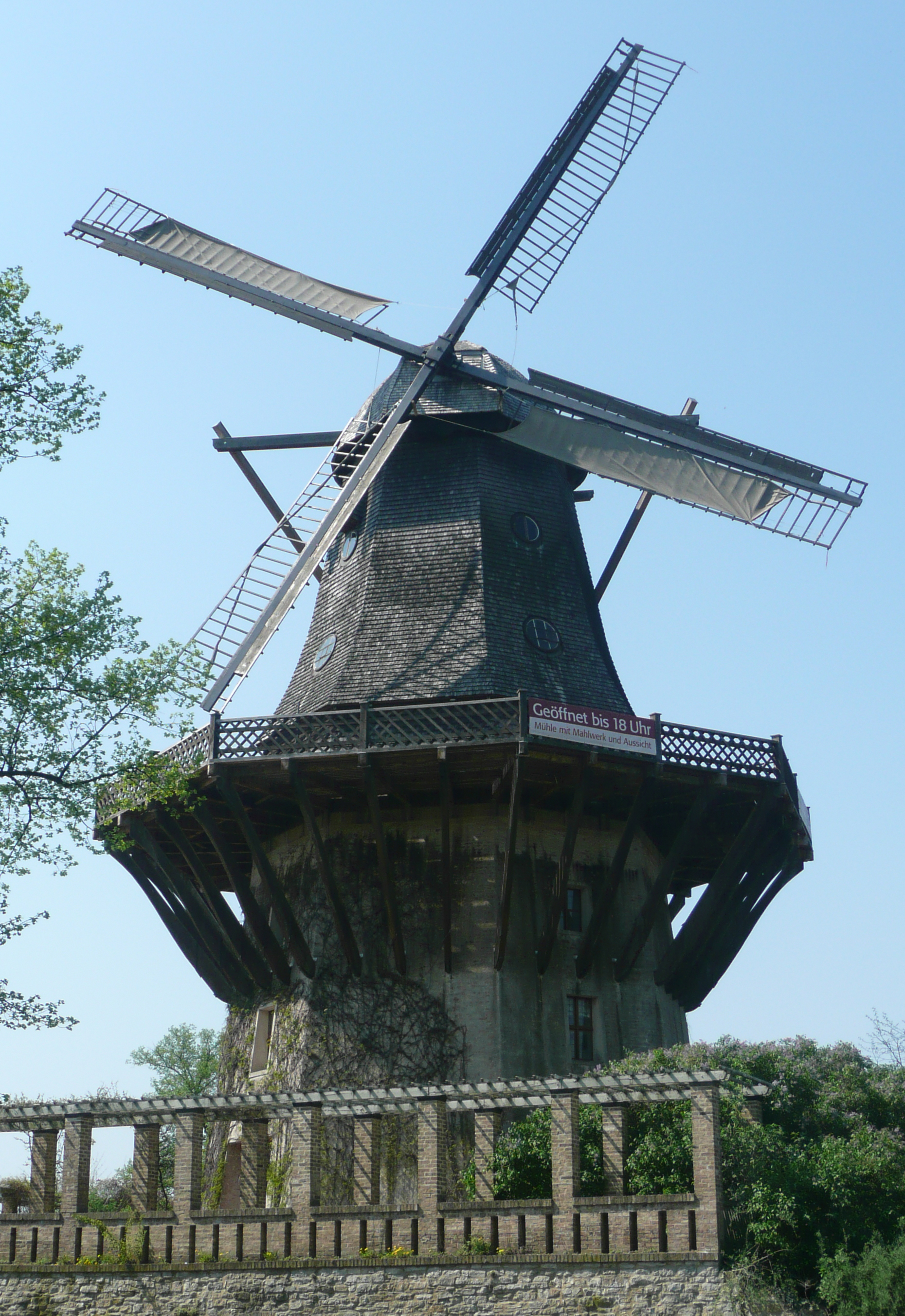
Восстановленная в 1983 году историческая мельница Сан-Суси

«Мельница Сан-Суси» (нем. Die Mühle von Sanssouci) — немой исторический фильм 1926 года из жизни короля Пруссии Фридриха II, снятый режиссёрами Зигфридом Филиппи и Фридрихом Цельником. Премьера фильма, вошедшего в так называемый «прусский цикл», состоялась 1 февраля 1926 года. Давшая название фильму историческая мельница находится в парке Сан-Суси в Потсдаме.

## Сюжет
Действие фильма происходит в 1750 году. Закончилась Силезская война, и в Пруссии царит всеобщая радость по поводу наступившего мира. Король Фридрих вернулся в родные края и мечтает хорошенько отдохнуть в своём любимом дворце Сан-Суси от пережитых тягот и лишений. Архитекторы Фридриха постарались сделать всё возможное, чтобы новая резиденция прусского короля была самим совершенством. Но одно они упустили из виду: в непосредственной близости от роскошного дворца работает мельница. Доставшаяся в наследство мельница была её хозяину дороже всего на свете. С утра до вечера мельница работала, грохоча своими лопастями. Мельник считал себя не менее важной персоной, чем король, ведь не поставляй он хлеб, не победили бы солдаты Фридриха в войне. Но шум от мельницы страшно раздражает короля. Только король погрузится в сон или свои мысли, как грохот и скрип мельницы выводят его из состояния равновесия. В ярости Фридрих приказал мельнику прекратить работу на мельнице или вообще сравнять её с землёй. Но не так-то просто справиться королю с упрямцем-мельником, который настаивает на своём законном праве заниматься своим делом. Мельница ему досталась от предков по наследству, и он передаст её в наследство своим потомкам. Если короля такой расклад не устраивает, то он волен подать на мельника жалобу в суд, а уж суд в Берлине защитит права мельника. Король понимал, что по закону он ничего не добьётся, и приказал мудрым советникам разбиться в лепёшку, но найти выход из ситуации, ведь не может же эта старая мельница портить его чудесный парк.
И действительно, многое в парке прелестно, от зорких глаз не ускользнёт стрела маленького бога любви, а внимательные уши не пропустят его лукавые смешки. Если в южном крыле, на стороне короля, подтянутый лейтенант фон Беренфельс встречается с очаровательной мадемуазель Генриеттой, дочерью придворного ювелира Люстига, то в северном крыле, что рядом с мельницей, несомненно назначил свидание красавице Луизе, дочери мельника, капрал-великан Йобст. Обе пары погружены в переживания. По королевскому декрету лейтенант не может жениться на своей возлюбленной-мещанке, а строгий мельник ни за что не отдаст свою дочурку в жёны королевскому капралу. В аллеях оранжереи, украшенной игривыми амурчиками, прогуливается король собственной персоной в сопровождении синьорины Барберины, восхитительной итальянской танцовщицы, а среди одиноких тисов дремлет Вольтер, французский поэт, купающийся в благосклонности короля, раздражая его генералов. Народ тоже не жалует горбатого французика и однажды, когда Вольтер ехал по Потсдаму в своём забитом книгами экипаже, сыграл бы с ним злую шутку, не вступись за него дочь ювелира Генриетта.
Мельник задумал выдать свою дочь замуж за сына своего друга-трактирщика. Луиза впала в уныние. Помолвку с сыном трактирщика Нидермайером решено отметить в народные гулянья. Генриетта пообещала помочь. Незадолго до официальной церемонии помолвки она является на мельницу и подкупает батрака, чтобы тот запустил мельницу. Генриетта надеется, что мельник сразу поспешит к мельнице, как только услышит посреди ночи её грохот, и помолвку придётся отложить. Но мельник не услышал шума мельницы, её грохот напугал только короля и Вольтера. Разгневанный король приказал арестовать мельника. Его приводят на допрос во дворец, но мельник не может ответить на вопрос, кто запустил мельницу. Старый Фриц угрожает мельнику, что продержит его в заключении, пока тот не сознается. Виновница произошедшего Генриетта, измучившись угрызениями совести, спешит во дворец. По протекции Вольтера, вспомнившего о их первой встрече, Генриетта предстаёт перед королём. Она обещает королю назвать того, кто запустил ночью мельницу, если король согласится оказать ей милость. Король с улыбкой соглашается с таким условием. Генриетта признаётся в содеянном и одновременно предъявляет лейтенанта фон Беренфельса как объекта для милости короля. Король разрешает влюблённым пожениться и заодно даёт согласие на свадьбу капрала Йобста и красавицы Луизы. Тем временем Вильгельмине, маркграфине Байрейтской, удаётся убедить мельника отказаться от мельницы в Потсдаме и построить себе новую в Байрейте. Две счастливые пары покидают дворец, чью тишину больше не нарушит грохот мельницы.

## В ролях
- Отто Гебюр — Фридрих II
- Лисси Линд — Вильгельмина Прусская
- Якоб Тидке — мельник Каспер
- Анита Доррис — Луиза, дочь мельника
- Герман Бётхер — ювелир Люстиг
- Ханни Вайссе — Генриетта, дочь ювелира
- Ольга Чехова — танцовщица Барберина
- Карл Гёц — Вольтер
- Вильгельм Хандрон — генерал Шверин
- Георг Йон — генерал Цитен
- Эдуард фон Винтерштайн — Леопольд Дессауский
- Эмиль Рамо — генерал Винтерфельдт
- Георг Х. Шнелль — генерал Зейдлиц
- Артур Крауснек — генерал Кейт
- Уильям Дитерле — капрал Йобст